# Zaha Hadid
Dame Zaha Mohammad Hadid, DBE, RA (arabsky زها حديد‎; 31. října 1950 Bagdád – 31. března 2016 Miami) byla britská architektka a malířka iráckého původu, významná představitelka dekonstruktivismu a parametricismu. V roce 2004 obdržela jako první žena v historii prestižní Pritzkerovu cenu za architekturu. Japonskou cenu Praemium Imperiale dostala v roce 2009.

## Život
Narodila se v rodině ekonoma a podnikatele, majitele průmyslových podniků Muhammada Hadida (1907–1999), původem z Mosulu. Chodila do internátní školy v Anglii a do církevní dívčí školy ve Švýcarsku. Vystudovala matematiku na Americké univerzitě v Bejrútu (American University of Beirut) a následně v letech 1972–1977 architekturu na Architectural Association School of Architecture v Londýně.
Působila v Office for Metropolitan Architecture. Svůj vlastní architektonický ateliér si založila v Londýně v roce 1980. Studio sídlí v londýnské čtvrti Clerkenwell a v roce 2016 v něm pracovalo 430 zaměstnanců. Zaha Hadid také vyučovala na řadě prestižních škol, věnovala se návrhům interiéru a nábytku, designu a scénografii. V roce 1999 vytvořila scénu pro turné skupiny Pet Shop Boys.
V březnu 2016 podlehla infarktu v nemocnici v Miami v USA. Architektonické studio Zahy Hadid – Zaha Hadid Architects se rozvíjí i po její smrti.

## Projekty a realizace
Její první projekty, sportovní klub v Hongkongu či opera v Cardiffu zůstaly jenom na papíře. Vycházela z dekonstruktivismu, její návrhy se vyhýbaly pravým úhlům a měly ostré hrany. Prvním realizovaným projektem byla v roce 1993 hasičská stanice firmy Vitra ve Weilu nad Rýnem v Německu. Postupně se dostala k plynulými liniím a postavila skokanský můstek v Bergiselu u Innsbrucku v Rakousku a terminál příměstské dopravy ve Štrasburku ve Francii.
Průlomovou byla stavba Rosenthalova střediska pro současné umění v Cincinnati (Ohio, USA). Poté následovaly realizace vědeckého centra Phæno ve Wolfsburgu, budova automobilky BMW v Lipsku, lanovka v Innsbrucku, výstavní areál ve španělské Zaragoze , Muzeum MAXXI v Římě a operní dům v čínském Kantonu. Mezi jejími posledními projekty byl egyptský pavilon na Expo 2010 v Šanghaji a londýnské centrum plaveckých sportů pro olympijské hry v Londýně.

### Nová Masaryčka (2015–2023)

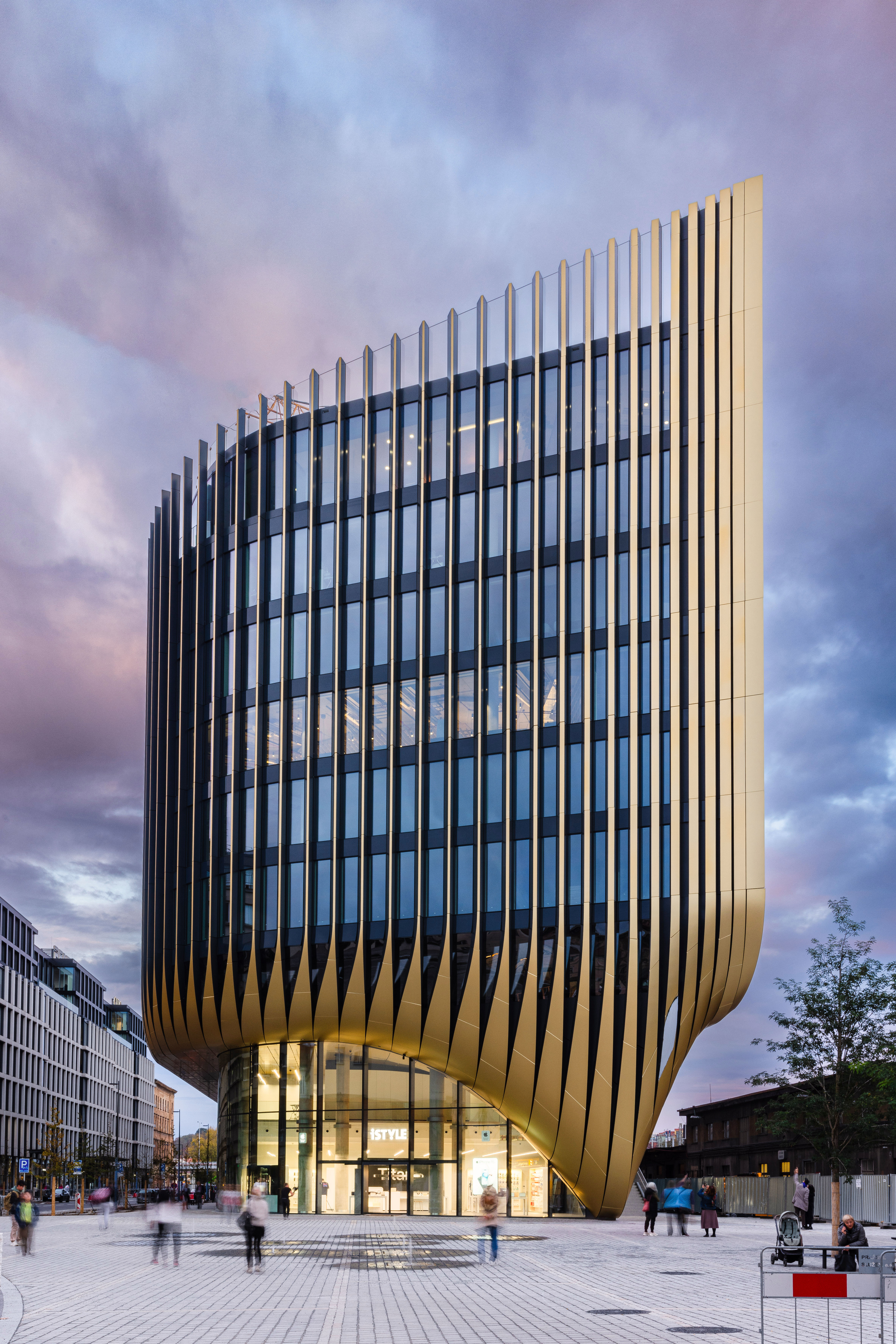
Budova Nové Masaryčky v Praze. Na jejím návrhu se studio Zahy Hadid podílelo s architektonickým ateliérem Jakuba Cíglera

Projekt „Masaryčka spojuje“ je významným urbanistickým a architektonickým počinem v centru Prahy, který proměňuje Masarykovo nádraží v moderní dopravní uzel. V rámci projektu navrhla architektonická kancelář Zahy Hadid novou multifunkční budovu, která nahradila původní nákladní terminál. Zaha Hadid dohlížela na koncepční návrh v letech 2015-2016. Realizace projektu proběhla v období 2020-2023, přičemž došlo ke zpoždění z důvodu jednání s orgány památkové péče. Budova, která odráží ikonický styl architektky, v sobě spojuje plynulé formy a dynamické struktury, jež mají harmonizovat se stávajícím pražským architektonickým dědictvím a zároveň vnést do panoramatu města moderní prvek.

### Seznam realizací
Stav k 22. únoru 2024
- Hasičská stanice Vitra (1994), Weil nad Rýnem, Německo
- Skokanský můstek Bergisel (2002), Innsbruck, Rakousko
- Contemporary Arts Center (2003), Spojené státy americké
- Hotel Puerta America (2005), Španělsko
- Centrální budova BMW (2005), Lipsko, Německo
- Phæno (2005), Wolfsburg, Německo
- R. Lopez De Heredia Wine Pavilion (2006), Španělsko
- Maggie's Centres ve Victoria Hospital (2006), Skotsko
- Hungerburgbahn nové stanice (2007), Innsbruck, Rakousko
- Bridge Pavilion (2008), Španělsko
- Pierresvives (2012), Francie
- MAXXI muzeum (2010), Řím, Itálie, výhra Stirlingovy ceny
- Guangzhou Opera House (2010), Kanton, Čína
- Sheikh Zayed Bridge (2010), Abú Zabí, Spojené arabské emiráty
- Galaxy SOHO, Peking, Čína
- Londýnské centrum plaveckých sportů (2011), Londýn, Anglie, Olympiáda 2012
- Evelyn Grace Academy (2010) Londýn, Anglie, výherce Stirlingovy ceny 2011
- Capital Hill Residence, Moskva, Rusko
- Roca London Gallery (2011), Londýn, Anglie
- Riverside Museum (2011), Glasgow, Skotsko
- d'Leedon (2011), Singapur
- Centrum Hejdara Alijeva (2012), Baku, Ázerbájdžán
- Eli and Edythe Broad Art Museum (2012), Spojené státy americké
- Stanice vlaku Napoli Afragola (2013), Itálie
- Innovation Tower (2013), Hongkong
- Dongdaemun Design Plaza (2014), Soul, Jižní Korea
- Citylife kancelářská věž (Storto) a byty (2014), Milán, Itálie
- Issam Fares Institute for Public Policy and International Affairs (2014), Libanon
- King Abdullah Petroleum Studies and Research Center (2015), Rijád, Saúdská Arábie
- Messner Mountain Museum (2015), Jižní Tyrolsko, Itálie
- Nanjing International Youth Cultural Centre (2016), Nanking, Čína
- Hlavní sídlo přístavní správy v Antverpách (2016), Antverpy, Belgie
- Bytový dům 520 West 28th Street (2017), New York, USA
- Administrativní a bytový komplex Sky Park (2019), Bratislava, Slovensko
- Administrativní budova Nová Masaryčka (2023), Praha, Česko

## Ocenění
- 2001 cena Equerre d'argent
- 2003 cena EU Contemporary Architecture
- 2004 Pritzkerova cena
- 2005 RIBA European Award za budovu ústředí BMW
- 2006 RIBA European Award za vědecké centrum Phaeno
- 2007 medaile Thomase Jeffersona za architekturu
- 2008 RIBA European Award za Nordpark Cable Railway
- 2010 RIBA European Award za muzeum MAXXI v Římě
- 2010 Stirlingova cena za muzeum MAXXI
- 2011 Stirlingova cena za Evelyn Grace Academy v Brixtonu
- 2016 Zlatá medaile Královského institutu britských architektů (Royal Gold Medal for architecture, RIBA)[5]

## Výstavy v České republice
- 2017 Zaha Hadid Architects: Unbuilt, v rámci 3. ročníku Bienale experimentální architektury, Galerie Jaroslava Fragnera, Praha, 8. září - 27. říjen 2017[6]

## Fotogalerie

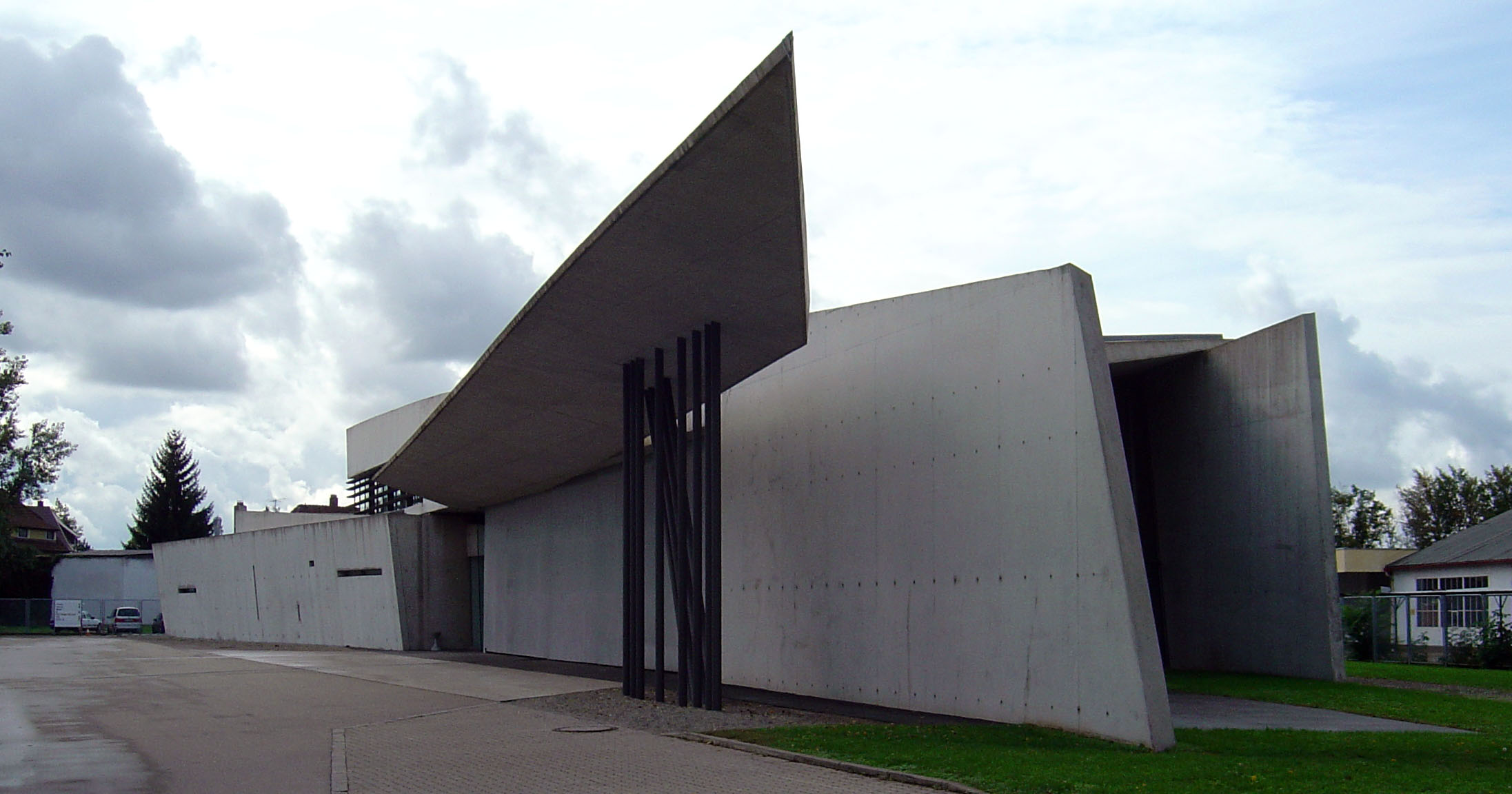
Požární stanice Weil am Rhein, Německo (1993)
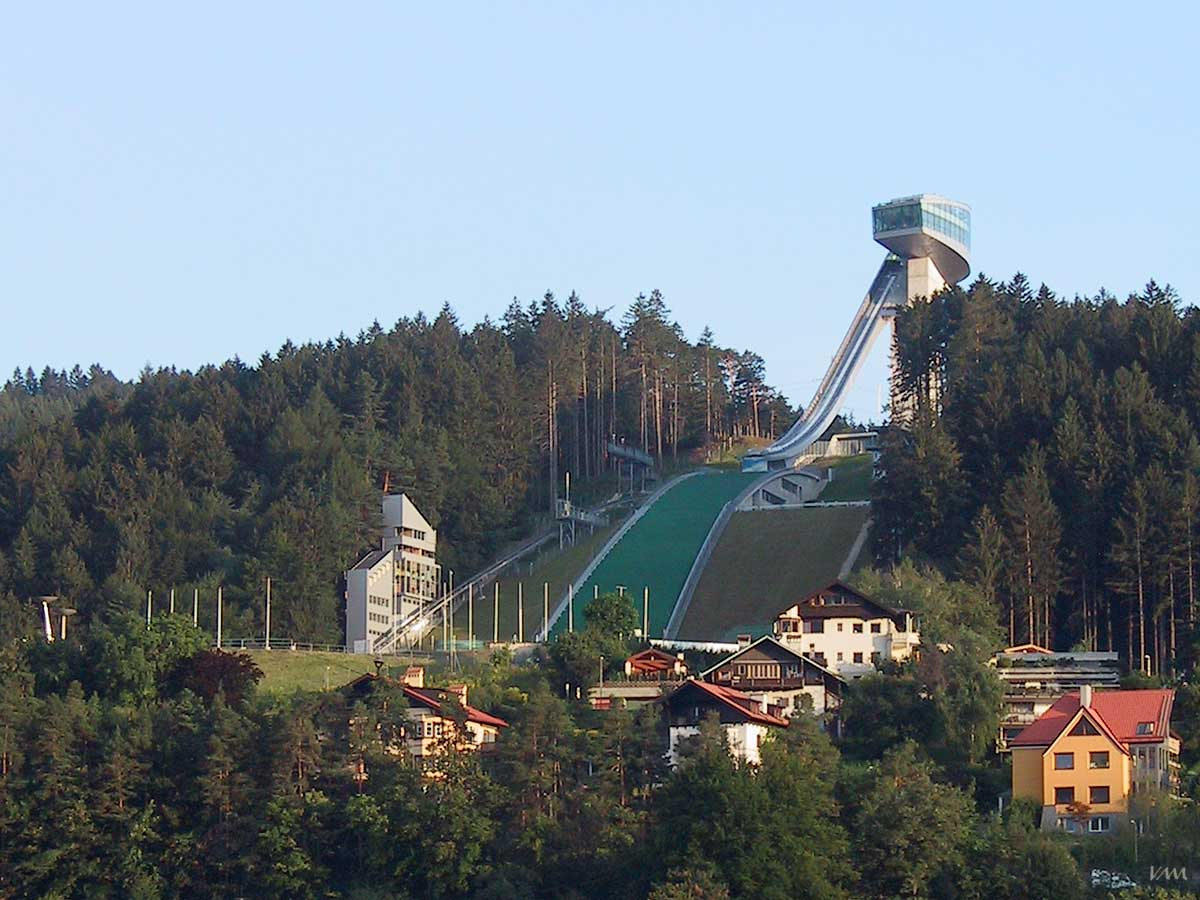
Skokanský můstek Bergisel, Innsbruck (2002)
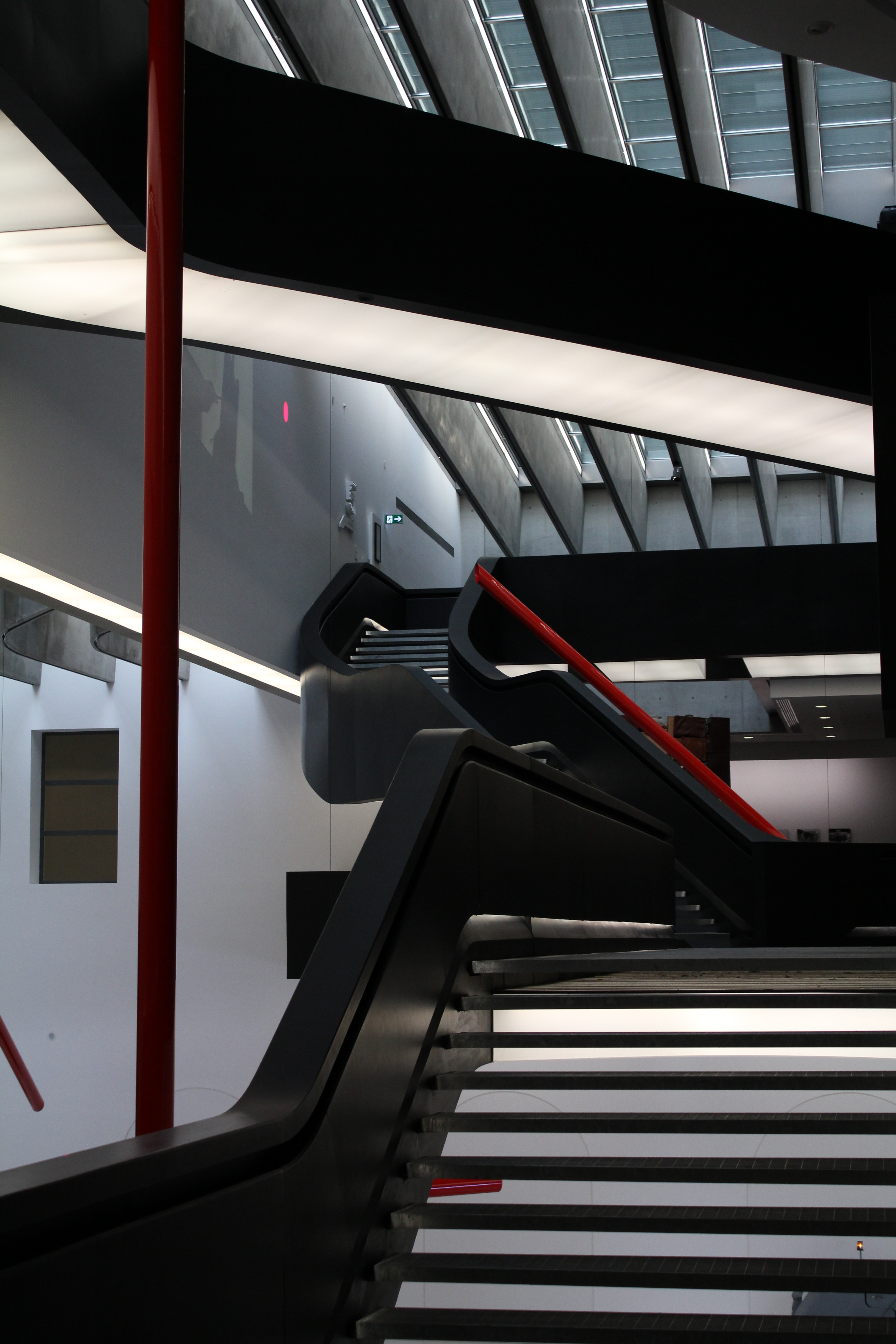
Interiér muzea MAXXI (1998–2010) v Římě, stavba oceněná Stirlingovou cenou 2010
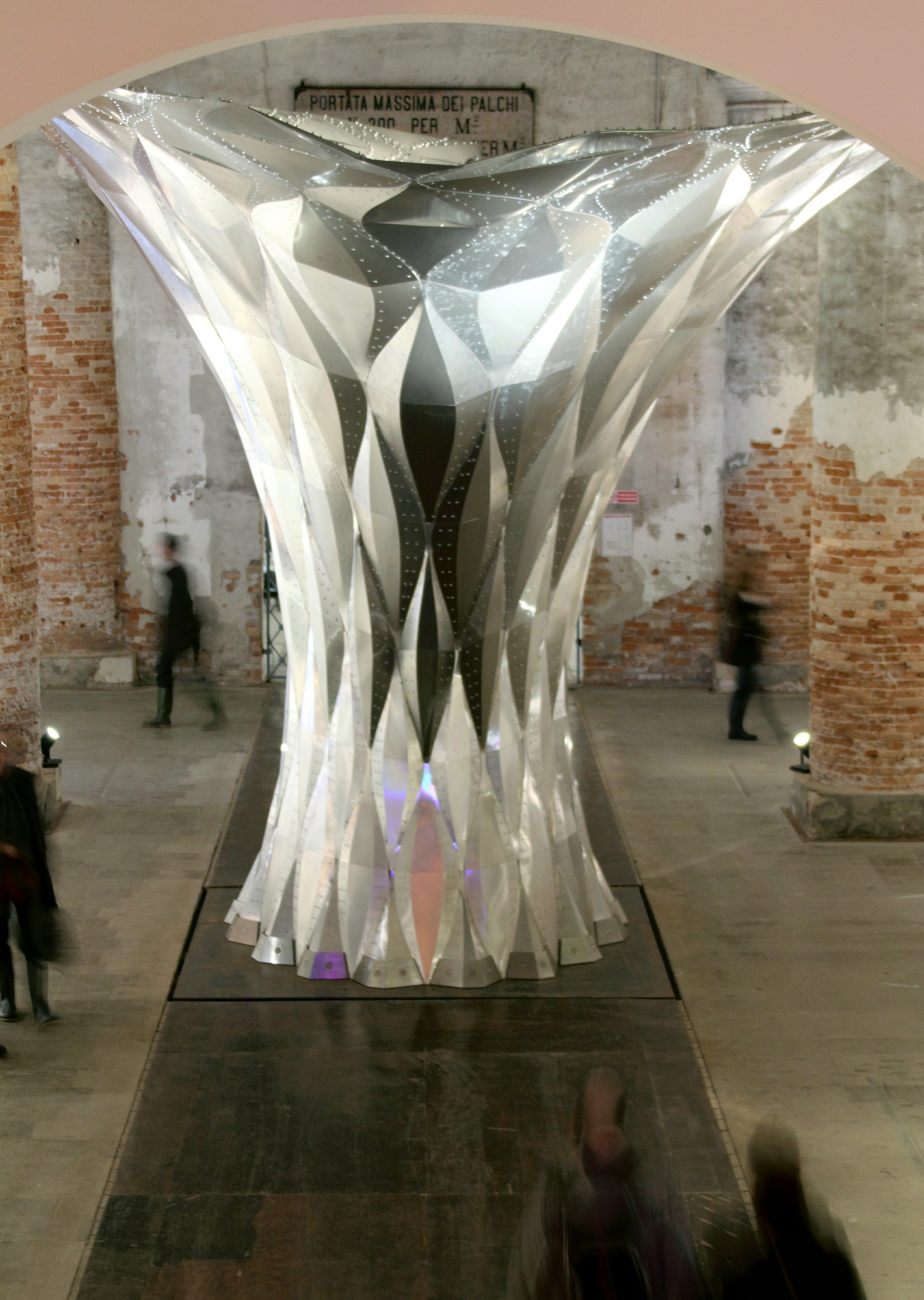
Skleněný árón vytvořený pro 13. Mezinárodní architektonickou výstavu
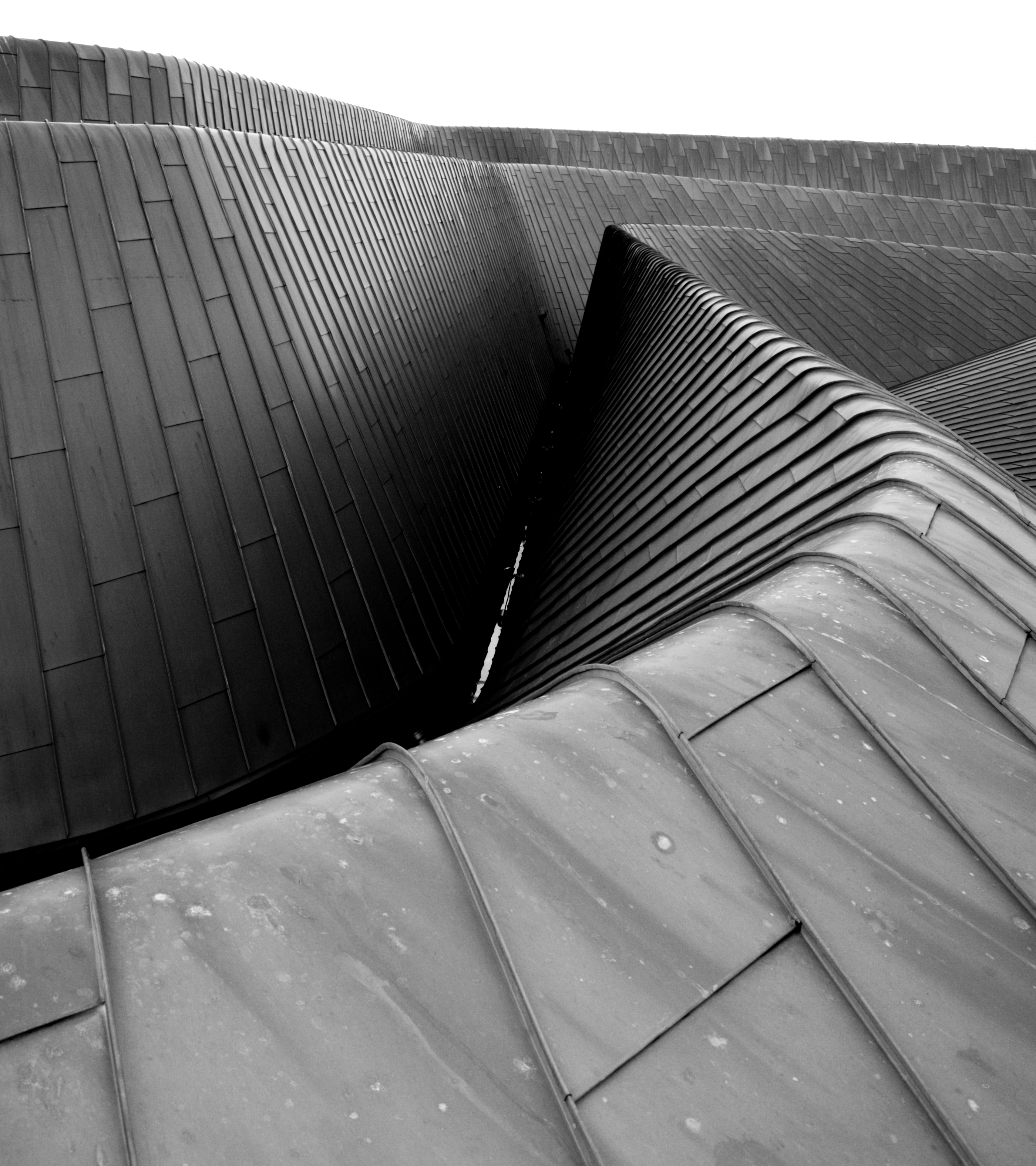
Detail střechy Riverside Museum, Glasgow (2007–2011)
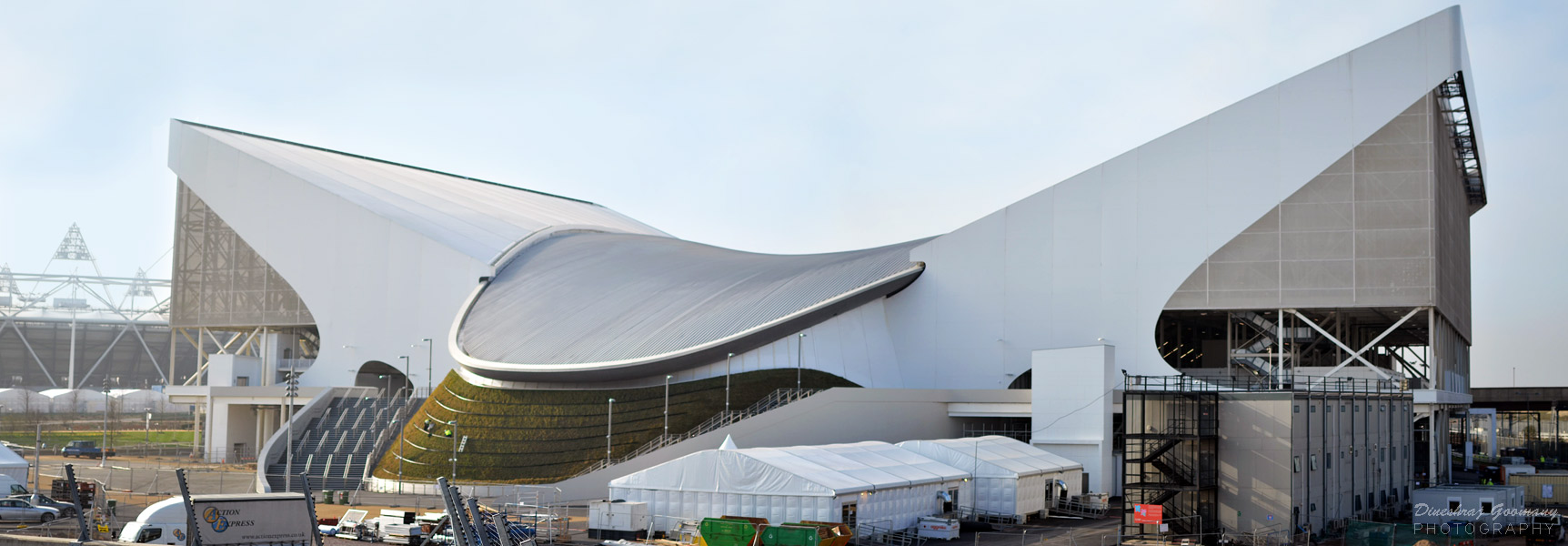
London Aquatics Centre, postaveno pro Letní olympijské hry 2012 v Londýně (v letech 2005–2012)
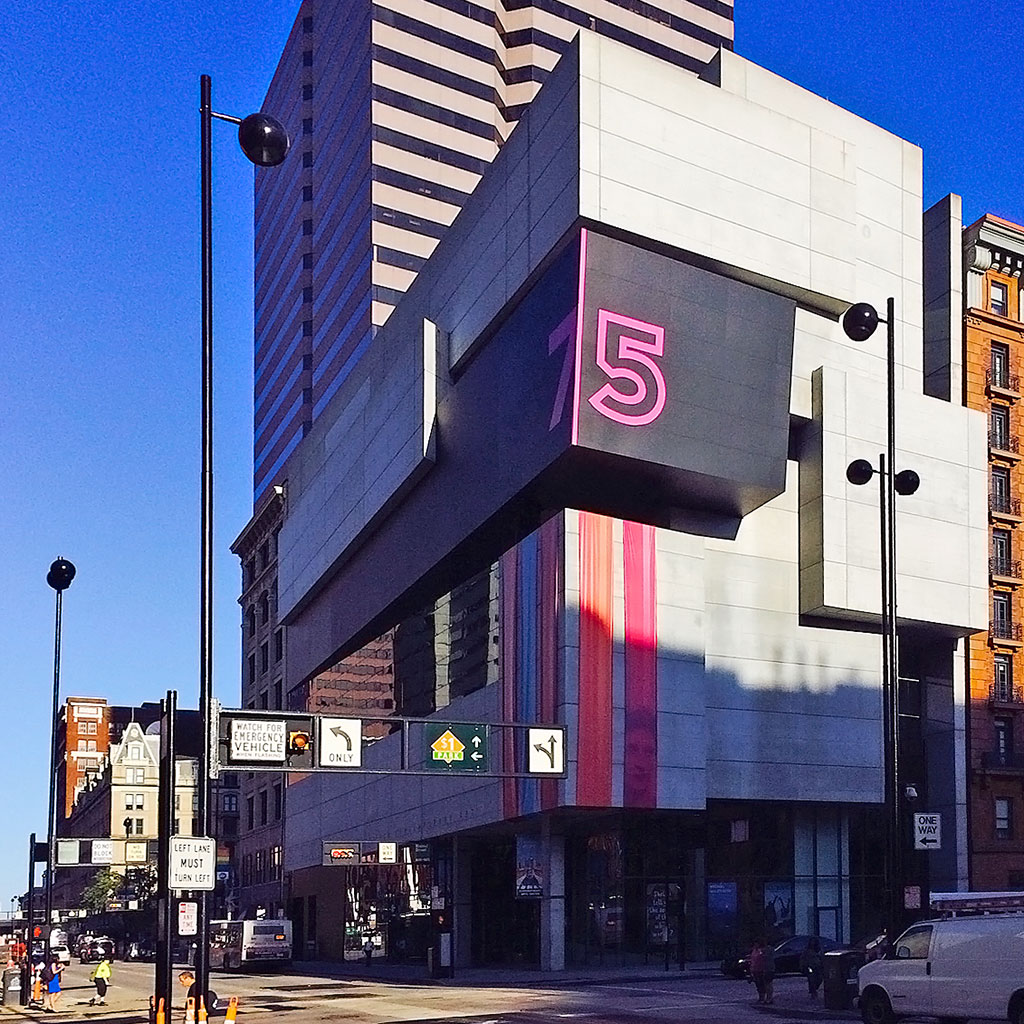
Contemporary Arts Center, Cincinnati, USA (2003)
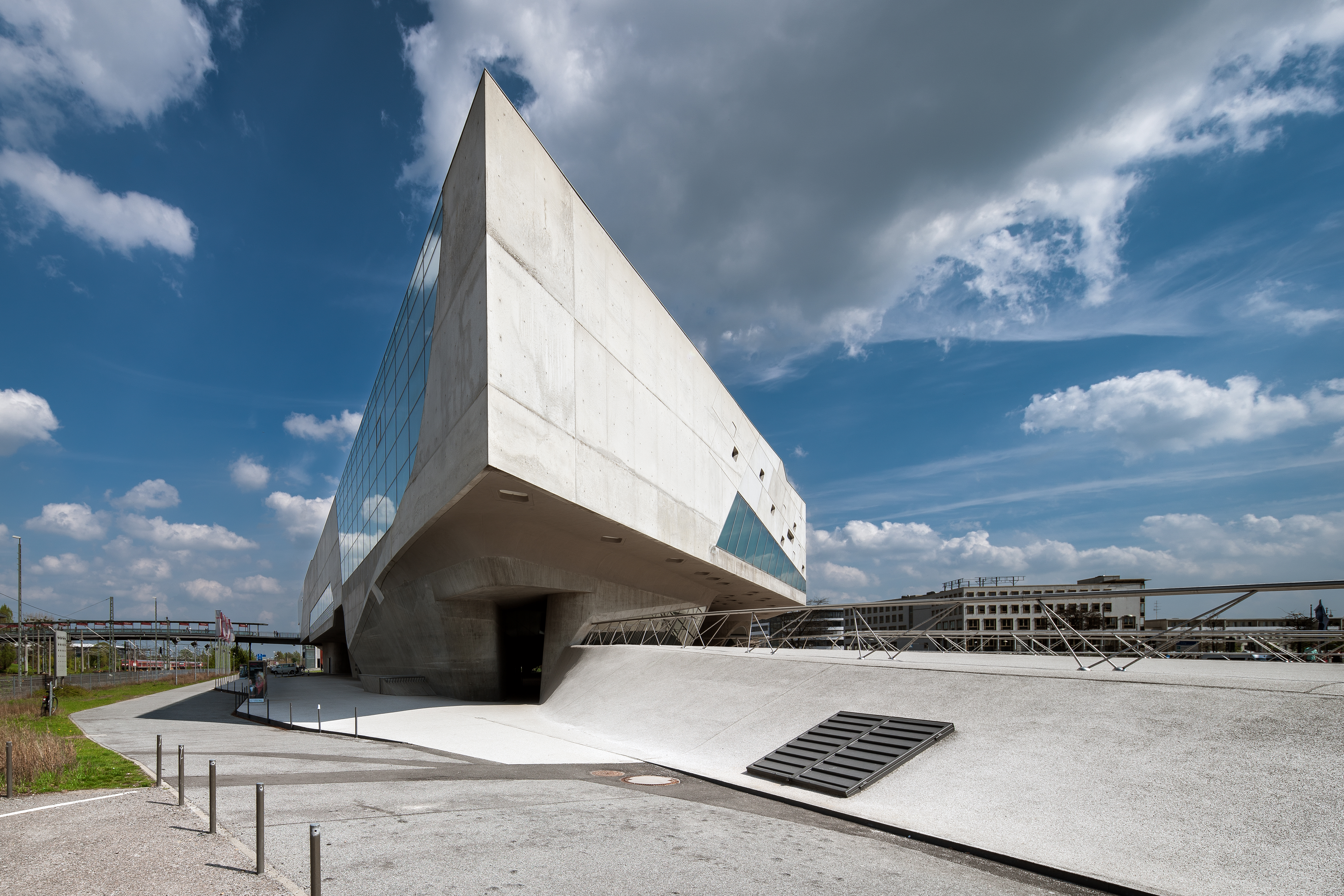
Vědecké centrum Phæno, Wolfsburg, Německo (2005)
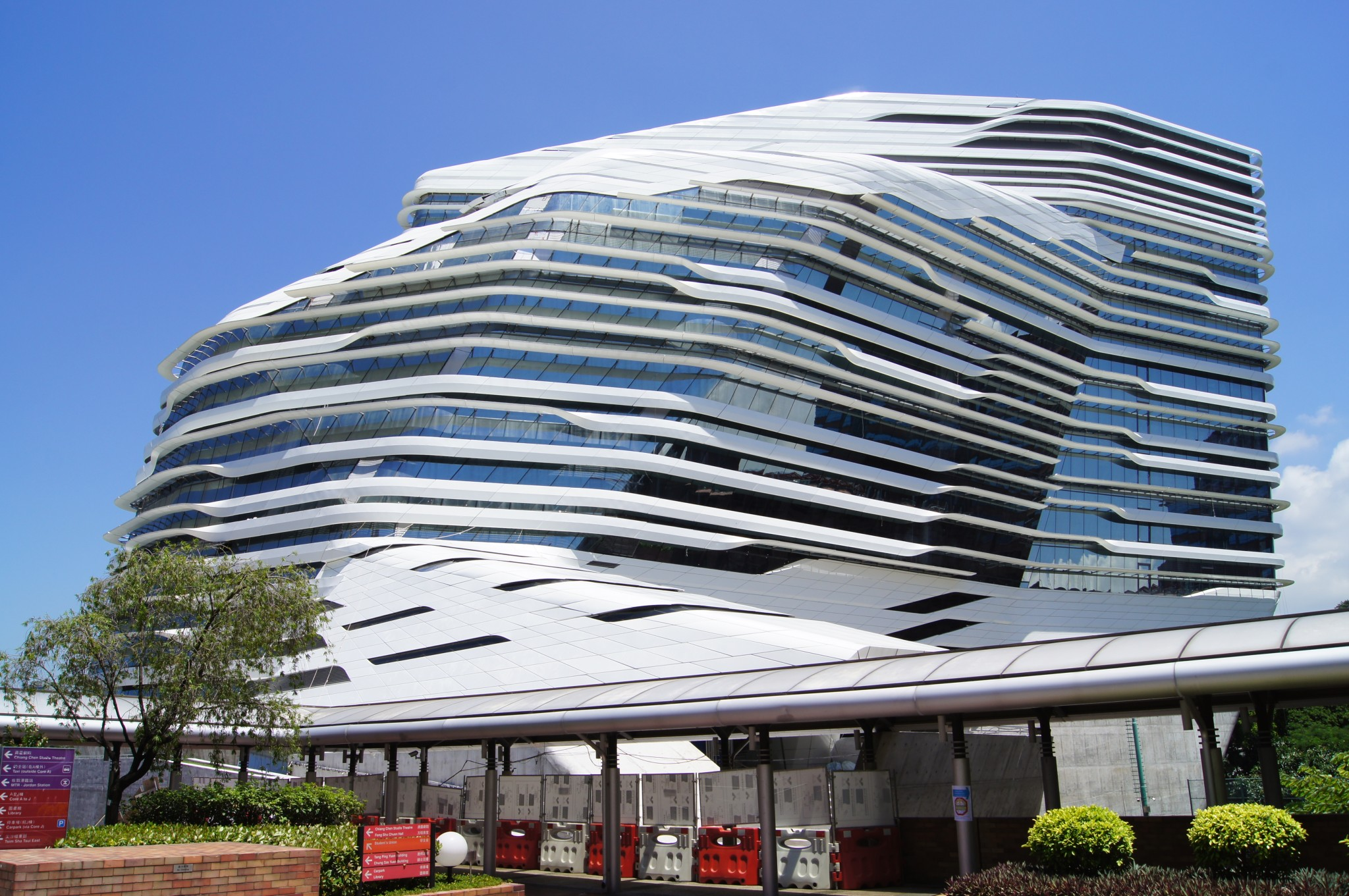
Innovation Tower, Hongkong
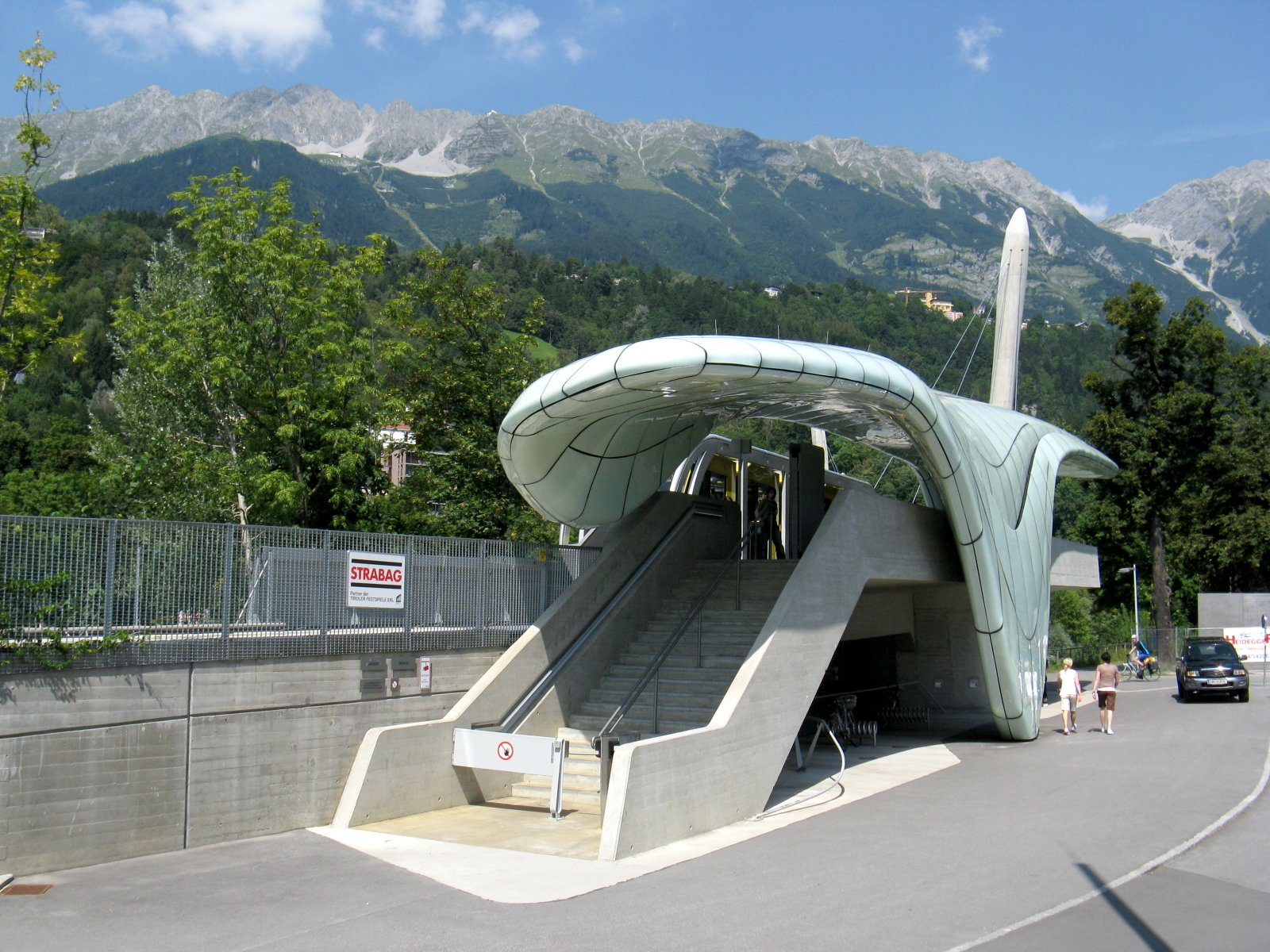
Zastávka Löwenhaus na lanové dráze Hungerburgbahn u Innsbrucku
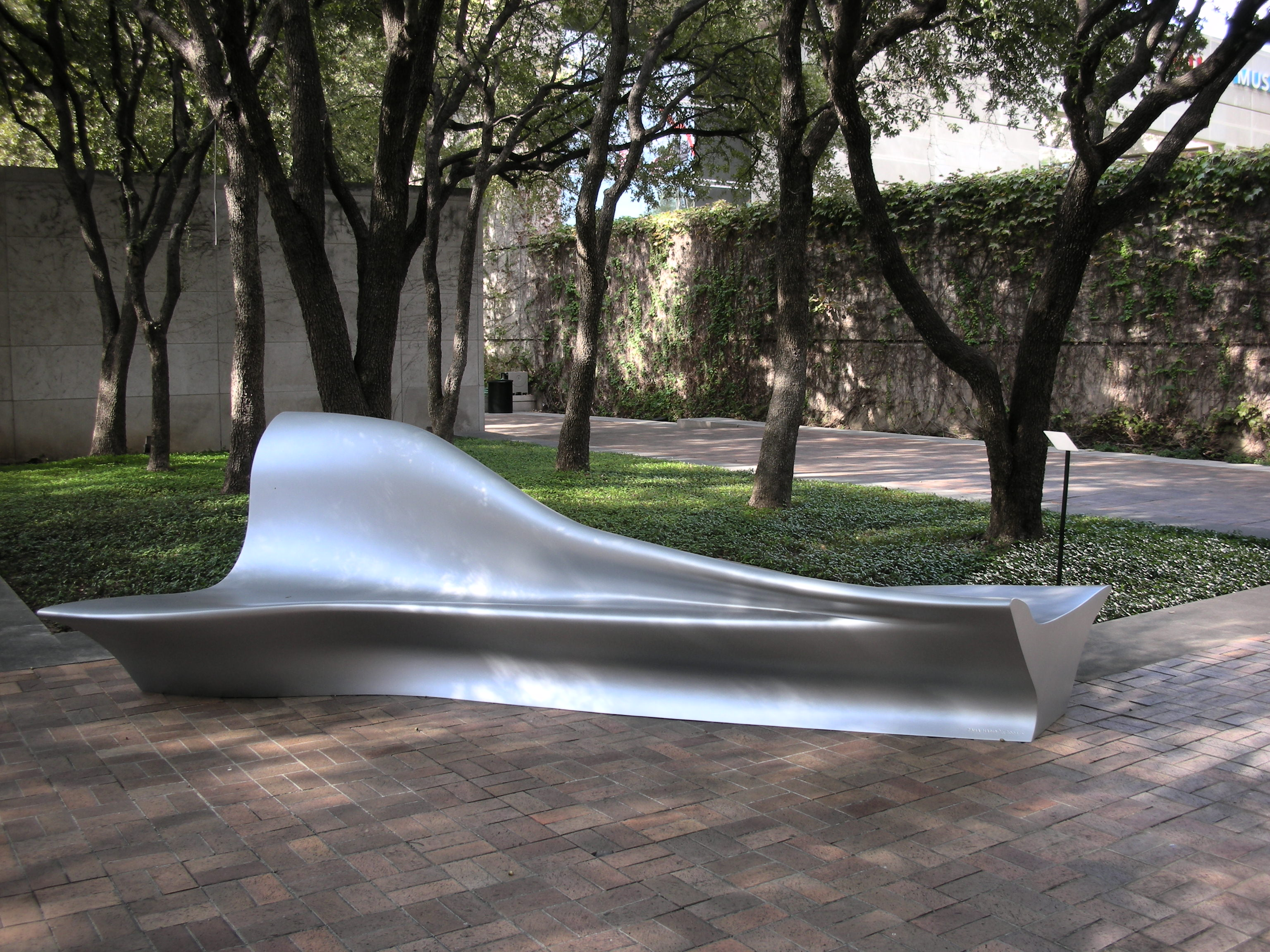
Hliníková lavička před Muzeem umění v Dallasu
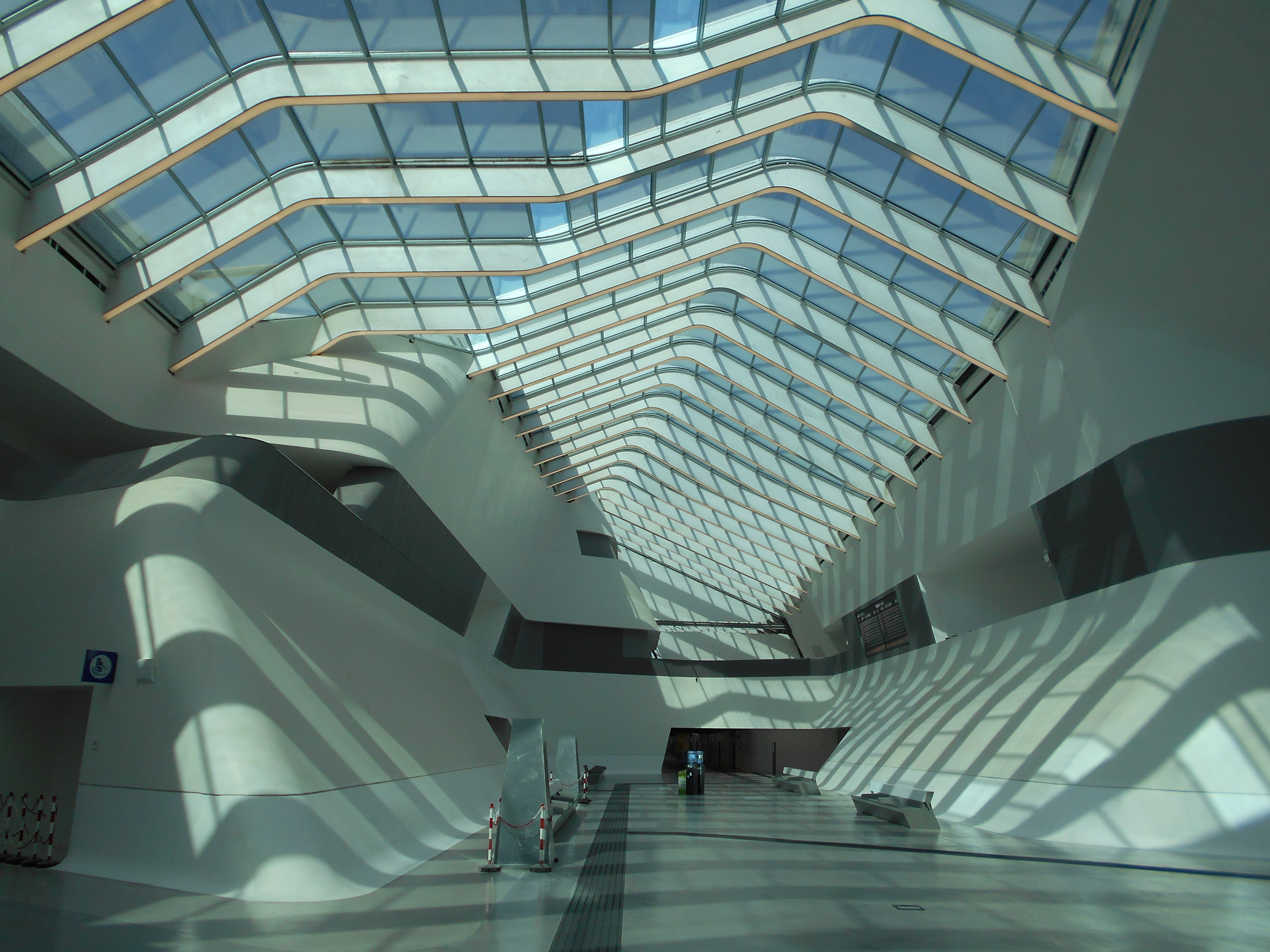
Interiér železniční stanice Napoli-Afragola